# Boar's Head Resort
Le Boar's Head Resort est un hôtel américain situé à Charlottesville, en Virginie. Cet établissement est membre des Historic Hotels of America depuis 2001.